# Хун Манет
Хун Манет (кхмер. ហ៊ុន ម៉ាណែត; род. 20 октября 1977, Мемот) — камбоджийский политический и военный деятель, премьер-министр Камбоджи с 2023 года, генерал Королевских вооружённых сил Камбоджи и командующий Королевской армией Камбоджи с 2018 года. Является старшим сыном бывшего премьер-министра Камбоджи Хун Сена, который назначил его своим преемником.

## Биография
Хун Манет родился 20 октября 1977 года в деревне Ко Тхмар, район Мемот, провинция Кампонгтям, во время правления красных кхмеров в Камбодже. Он был вторым сыном Хун Сена и Бун Рани. В ночь его рождения яркий свет пролетел над крышей дома, и Хун Сен считал, что его сын родился от сверхъестественного существа, которому поклоняются в деревне Ко Тмар.
Хун Манет вырос и получил общее образование в Пномпене, а затем присоединился к Королевским вооружённым силам Камбоджи в 1995 году, в том же году он поступил в Военную академию США в Вест-Пойнте. Получив диплом в мае 1999 года, он стал первым камбоджийским выпускником Академии и одним из семи иностранных курсантов, закончивших обучение в этом году. По окончании Вест-Пойнта он получил степень бакалавра экономики и был назначен лейтенантом Королевской камбоджийской армии. Он также получил степень магистра экономики в Нью-Йоркском университете в 2002 году, и докторскую степень по экономике в Бристольском университете в 2008 году.
В 2008 году Манет был назначен командующим Национальными силами специального назначения Камбоджи по борьбе с терроризмом в звании полковника, и ему было поручено содействовать укреплению потенциала Камбоджи в борьбе с терроризмом. Он получил звание генерал-лейтенанта в июне 2013 года, вскоре после того, как был назначен заместителем командующего Королевской камбоджийской армией и заместителем начальника Объединённого штаба ВС. Во время камбоджо-таиландского противостояния в 2008—2011 годах Хун Манет сыграл заметную роль в переговорах по прекращению противостояния. Он также очень вовлечён в процесс реформирования ВС, уделяя особое внимание молодым офицерам и солдатам. Помимо профессиональных военных обязанностей, он активно участвует во многих социальных программах. Он является главой комитета по стипендиям Самдека Течо Хун Сена и Ассоциации стипендий Самдек Течо, которые предоставляют стипендии тысячам представителей камбоджийской молодёжи для обучения в университетах по всей Камбодже. Он также является председателем совета директоров Молодёжной ассоциации врачей-добровольцев Samdech Techo, которая мобилизует тысячи медицинских специалистов, студентов-медиков и волонтёров для оказания бесплатной медицинской помощи сельским камбоджийцам по всей стране. Он также участвует в ряде других мероприятий по продвижению гуманитарной деятельности для детских домов и инвалидов.
30 июня 2018 года, за несколько недель до парламентских выборов, Хун Сен назначил своего второго старшего сына, Хун Манета, на более высокие военные должности, чтобы подготовить своего сына к премьерскому посту, когда он уйдет в отставку или умрёт, что фактически укрепило политическую династию Хун в Камбодже. Он был упомянут Хун Сеном как его потенциальный преемник.
В июне 2020 года Манет был назначен главой молодёжного крыла НПК, а 2 декабря 2021 года премьер-министр Хун Сен заявил, что поддерживает своего сына, который станет его преемником на посту премьер-министра, но «только путём выборов, а не каким-либо иным способом».
Был кандидатом в члены парламента от округа Пномпень на всеобщих выборах 2023 года, что является обязательным условием для того, чтобы стать премьер-министром.
26 июля 2023 года Хун Сен заявил, что намерен передать пост главы правительства Хун Манету. 22 августа 2023 года Национальная ассамблея Камбоджи утвердила состав нового правительства. Хун Манет вступил в должность премьер-министра; аналогичное «наследование» произведено и в ключевых силовых ведомствах: новым министром обороны стал Теа Сейха, сын Теа Бана; новым министром внутренних дел — Сар Сокха, сын Сар Кенга.